# Coupe du monde de tir à l'arc de 2011
Navigation
Édition précédente Édition suivante
La coupe du monde de tir à l'arc de 2011 est la sixième édition annuelle de la coupe du monde organisée par la World Archery Federation (WA). Elle regroupe des compétitions individuelles, par équipes et mixtes dans les catégories d'arc classique et arc à poulies.
Quatre compétitions de qualification ont lieu entre mai à septembre pour chacune des catégories et les meilleurs archers sont qualifiés pour les finales fin septembre à Istanbul au Kucuksu Kasri se situant le long du détroit de Bosphore en Turquie. Toutes les épreuves se déroulent en extérieur avec des cibles se situant à 70 m pour l'arc classique et 50 m pour l'arc à poulies. Le format des épreuves reste identique au tir à l'arc aux Jeux olympiques pour l'arc classique.

## Calendrier
| Étape  | Date                    | Lieu           |
| ------ | ----------------------- | -------------- |
| 1re    | 2 au 7 mai 2011         | Porec (CRO)    |
| 2e     | 6 au 12 juin 2011       | Antalya (TUR)  |
| 3e     | 2 au 6 août 2011        | Ogden (USA)    |
| 4e     | 5 au 10 septembre 2011  | Shanghai (CHN) |
| Finale | 24 au 25 septembre 2011 | Istanbul (TUR) |

## Résultats des étapes qualificatives
Voici le classement des archers pour les différentes étapes de qualifications dans toutes les épreuves,,,.

### Classique masculin
| Lieu     | Or                  | Argent                      | Bronze                   |
| -------- | ------------------- | --------------------------- | ------------------------ |
| Porec    | Brady Ellison (USA) | Kim Woojin (KOR)            | Viktor Ruban (UKR)       |
| Antalya  | Brady Ellison (USA) | Oh Jin-hyek (KOR)           | Dmytro Hrachov (UKR)     |
| Ogden    | Brady Ellison (USA) | Dmytro Hrachov (UKR)        | Joe Fanchin (USA)        |
| Shanghai | Joe Fanchin (USA)   | Khairul Anuar Mohamad (MAS) | Pedro Vivas Alcala (MEX) |

### Classique féminin
| Lieu     | Or                   | Argent                    | Bronze                   |
| -------- | -------------------- | ------------------------- | ------------------------ |
| Porec    | Han Gyeonghee (KOR)  | Pia Carmen Lionetti (ITA) | Jung Dasomi (KOR)        |
| Antalya  | Jung Dasomi (KOR)    | Ki Bo-bae (KOR)           | Han Gyeonghee (KOR)      |
| Ogden    | Cheng Ming (CHN)     | Deepika Kumari (IND)      | Alejandra Valencia (MEX) |
| Shanghai | Inna Stepanova (RUS) | Bérengère Schuh (FRA)     | Deepika Kumari (IND)     |

### Poulies masculin
| Lieu     | Or                      | Argent                   | Bronze                |
| -------- | ----------------------- | ------------------------ | --------------------- |
| Porec    | Rodger Willet Jr. (USA) | Jorge Jimenez (ESA)      | Martin Damsbo (DEN)   |
| Antalya  | Rodger Willet Jr. (USA) | Amir Kazempoor (IRN)     | Dietmar Trillus (CAN) |
| Ogden    | Rodger Willet Jr. (USA) | Braden Gellenthien (USA) | Sergio Pagni (ITA)    |
| Shanghai | Reo Wilde (USA)         | Dietmar Trillus (CAN)    | Angel Ramirez (MEX)   |

### Poulies féminin
| Lieu     | Or                     | Argent                    | Bronze                |
| -------- | ---------------------- | ------------------------- | --------------------- |
| Porec    | Erika Anschutz (USA)   | Viktoria Balzhanova (RUS) | Laura Longo (ITA)     |
| Antalya  | Parsamehr Mahtab (IRN) | Ivana Buden (CRO)         | Albina Loginova (RUS) |
| Ogden    | Marcella Tonioli (ITA) | Erika Anschutz (USA)      | Laura Longo (ITA)     |
| Shanghai | Jamie Van Natta (USA)  | Erika Anschutz (USA)      | Laura Longo (ITA)     |

### Classique masculin par équipes
| Lieu     | Or                                                          | Argent                                                         | Bronze                                                      |
| -------- | ----------------------------------------------------------- | -------------------------------------------------------------- | ----------------------------------------------------------- |
| Porec    | États-Unis Jake Kaminski Brady Ellison Joe Fanchin          | Inde Tarundeep Rai Rahul Banerjee Jayanta Talukdar             | Corée du Sud Im Dong-hyun Kim Woojin Oh Jin-hyek            |
| Antalya  | France Jean-Charles Valladont Romain Girouille Gaël Prévost | Japon Takaharu Furukawa Hideki Kikuchi Hiroki Suetake          | États-Unis Jacob Wukie Brady Ellison Joe Fanchin            |
| Ogden    | États-Unis Jake Kaminski Brady Ellison Joe Fanchin          | Chine Xing Yu Dai Xiaoxiang Chen Wenyuan                       | Ukraine Markiyan Ivashko Dmytro Hrachov Viktor Ruban        |
| Shanghai | États-Unis Jake Kaminski Brady Ellison Joe Fanchin          | Malaisie Khairul Anuar Mohamad Cheng Chu Sian Haziq Kamaruddin | France Jean-Charles Valladont Romain Girouille Gaël Prévost |

### Classique féminin par équipes
| Lieu     | Or                                                          | Argent                                                        | Bronze                                                      |
| -------- | ----------------------------------------------------------- | ------------------------------------------------------------- | ----------------------------------------------------------- |
| Porec    | Corée du Sud Jung Dasomi Ki Bo-bae Han Gyeonghee            | Russie Anna Bomboeva Natalya Erdyniyeva Inna Stepanova        | Allemagne Susanne Possner Lisa Unruh Karina Winter          |
| Antalya  | Corée du Sud Jung Dasomi Ki Bo-bae Han Gyeonghee            | États-Unis Jennifer Nichols Miranda Leek Khatuna Lorig        | Inde Laishram Bombayla Devi Chekrovolu Swuro Deepika Kumari |
| Ogden    | Ukraine Nina Mylchenko Kateryna Palekha Kateryna Yavorska   | Inde Laishram Bombayla Devi Chekrovolu Swuro Deepika Kumari   | Chine Xú Jīng Cheng Ming Fang Yuting                        |
| Shanghai | Inde Laishram Bombayla Devi Chekrovolu Swuro Deepika Kumari | Italie Natalia Valeeva Pia Carmen Lionetti Guendalina Sartori | Mexique Aida Roman Mariana Avitia Alejandra Valencia        |

### Classique mixte par équipes
| Lieu     | Or                                     | Argent                                 | Bronze                                |
| -------- | -------------------------------------- | -------------------------------------- | ------------------------------------- |
| Porec    | Corée du Sud Jung Da-somi Oh Jin-hyek  | États-Unis Brady Ellison Khatuna Lorig | Espagne Gema Buitron Andres Gomez     |
| Antalya  | Chine Dai Xiaoxiang Fang Yuting        | Inde Deepika Kumari Jayanta Talukdar   | Corée du Sud Ki Bo-bae Kim Woojin     |
| Ogden    | États-Unis Brady Ellison Miranda Leek  | Inde Deepika Kumari Jayanta Talukdar   | Ukraine Dmytro Hrachov Nina Mylchenko |
| Shanghai | États-Unis Brady Ellison Khatuna Lorig | Japon Takaharu Furukawa Kaori Kawanaka | France Gaël Prévost Bérengère Schuh   |

### Poulies masculin par équipes
| Lieu     | Or                                                        | Argent                                                            | Bronze                                                      |
| -------- | --------------------------------------------------------- | ----------------------------------------------------------------- | ----------------------------------------------------------- |
| Porec    | États-Unis Braden Gellenthien Rodger Willet Jr. Reo Wilde | Danemark Martin Dambso Torben Johannessen Patrick Laursen         | Iran Amir Kazempoor Reza Zamaninejad Majid Gheydi           |
| Antalya  | États-Unis Braden Gellenthien Rodger Willet Jr. Reo Wilde | Danemark Martin Dambso Torben Johannessen Patrick Laursen         | Italie Sergio Pagni Antonio Pompeo Pietro Greco             |
| Ogden    | États-Unis Braden Gellenthien Logan Wilde Reo Wilde       | Canada Simon Rousseau Dietmar Trillus Christopher Perkins         | Iran Amir Kazempoor Behzad Pakzad Majid Gheydi              |
| Shanghai | États-Unis Braden Gellenthien Rodger Willet Jr. Reo Wilde | Inde Jignas Chittibomma Chinna Raju Srither Ratan Singh Khuraijam | Mexique Gerardo Alvarado Julio Ricardo Fierro Angel Ramirez |

### Poulies féminin par équipes
| Lieu     | Or                                                        | Argent                                                          | Bronze                                                             |
| -------- | --------------------------------------------------------- | --------------------------------------------------------------- | ------------------------------------------------------------------ |
| Porec    | France Pascale Lebecque Patricia Tchepikoff Joanna Chessé | Suède Isabell Danielsson Ulrika Sjowall Malin Johansson         | Russie Natalia Avdeeva Viktoria Balzhanova Albina Loginova         |
| Antalya  | États-Unis Kailey Johnston Christie Colin Jamie Van Natta | Iran Seyedeh-Vida Halimianavval Shabnam Sarlak Parsamehr Mahtab | Venezuela Luzmary Guedez Ana Mendoza Olga Bosch                    |
| Ogden    | États-Unis Erika Anschutz Christie Colin Jamie Van Natta  | Inde Gagandeep Kaur Jhano Hansdah Manjudha Soy                  | Canada Charlene Parlee Dawn Groszko Camille Bouffard-Demers        |
| Shanghai | États-Unis Diane Watson Christie Colin Jamie Van Natta    | Russie Natalia Avdeeva Viktoria Balzhanova Albina Loginova      | Philippines Jennifer Dy Chan Rachelle Anne Cabral Joann C. Tabanag |

### Poulies mixte par équipes
| Lieu     | Or                                           | Argent                                        | Bronze                                        |
| -------- | -------------------------------------------- | --------------------------------------------- | --------------------------------------------- |
| Porec    | États-Unis Christie Colin Reo Wilde          | Slovénie Toja Cerne Slavko Tursic             | France Joanna Chessé Dominique Genet          |
| Antalya  | États-Unis Christie Colin Braden Gellenthien | Italie Laura Longo Sergio Pagni               | France Pascale Lebecque Dominique Genet       |
| Ogden    | États-Unis Christie Colin Braden Gellenthien | Italie Marcella Tonioli Sergio Pagni          | Danemark Martin Damsbo Camilla Soemod         |
| Shanghai | Mexique Gerardo Alvarado Linda Ochoa         | France Pascale Lebecque Pierre Julien Deloche | États-Unis Jamie Van Natta Rodger Willett Jr. |

## La finale
En finale, seules les épreuves individuelles et mixtes sont disputées.

### Qualification des archers
À la fin des étapes de qualifications, les 7 meilleurs archers les mieux classés des quatre étapes dans chaque catégories seront sélectionnés pour participer à la finale. Un archer du pays organisateur a automatiquement une place pour la finale.
Cependant, il existe une limite de deux archers du même pays dans chaque catégorie.
Pour les épreuves mixtes, la meilleure équipe des qualifications disputera la finale contre l'équipe du pays organisateur de la finale. Dans le cas où la première équipe et celle du pays organisateur, c'est la seconde équipe qui sera sélectionnée.
| Rang | Nom                | Points |
| ---- | ------------------ | ------ |
| 1    | Brady Ellison      | 75     |
| 2    | Joe Fanchin        | 48     |
| 3    | Dmytro Hrachov     | 39     |
| 4    | Gaël Prévost       | 37     |
| 5    | Oh Jin-hyek        | 33     |
| 6    | Pedro Vivas Alcala | 30     |
| 7    | Jake Kaminski      | 28     |
| 8    | Dai Xiaoxiang      | 25     |
| 9    | Laurence Godfrey   | 23     |
| 9    | Viktor Ruban       | 23     |

| Rang | Nom                    | Points |
| ---- | ---------------------- | ------ |
| 1    | Han Gyeonghee          | 43     |
| 1    | Jung Dasomi            | 43     |
| 3    | Deepika Kumari         | 39     |
| 4    | Inna Stepanova         | 38     |
| 5    | Cheng Ming             | 37     |
| 6    | Ki Bo-bae              | 36     |
| 7    | Alejandra Valencia     | 28     |
| 8    | Bérengère Schuh        | 26     |
| 9    | Maja Buskbjerg Jager   | 25     |
| 10   | Bishindee Urantungalag | 23     |

| Rang | Nom                   | Points |
| ---- | --------------------- | ------ |
| 1    | Rodger Willet Jr.     | 75     |
| 2    | Reo Wilde             | 53     |
| 3    | Dietmar Trillus       | 52     |
| 4    | Braden Gellenthien    | 44     |
| 5    | Jorge Jimenez         | 38     |
| 6    | Martin Damsbo         | 36     |
| 7    | Sergio Pagni          | 30     |
| 8    | Paul Titscher         | 29     |
| 9    | Amir Kazempoor        | 26     |
| 9    | Pierre Julien Deloche | 26     |

| Rang | Nom                        | Points |
| ---- | -------------------------- | ------ |
| 1    | Erika Anschutz             | 67     |
| 2    | Laura Longo                | 54     |
| 3    | Parsamehr Mahtab           | 51     |
| 4    | Marcella Tonioli           | 50     |
| 5    | Albina Loginova            | 42     |
| 6    | Christie Colin             | 37     |
| 7    | Jamie Van Natta            | 37     |
| 8    | Seyedeh-Vida Halimianivval | 32     |
| 9    | Diane Watson               | 30     |
| 10   | Viktoria Balzhanova        | 26     |

| Rang | Pays         | Points |
| ---- | ------------ | ------ |
| 1    | États-Unis   | 44     |
| 2    | Corée du Sud | 26     |
| 3    | Chine        | 25     |
| 4    | Inde         | 24     |
| 5    | France       | 18     |

| Rang | Pays       | Points |
| ---- | ---------- | ------ |
| 1    | États-Unis | 48     |
| 2    | France     | 32     |
| 2    | Italie     | 32     |
| 4    | Mexique    | 18     |
| 5    | Iran       | 16     |
| 5    | Russie     | 16     |

### Classique masculin
|  | Quarts-de-finale       | Quarts-de-finale  |                    |                  | Demi-finales           | Demi-finales |  |  | Finale             | Finale |
|  | Quarts-de-finale       | Quarts-de-finale  |                    |                  | Demi-finales           | Demi-finales |  |  | Finale             | Finale |
|  |                        |                   |                    |                  |                        |              |  |  |                    |        |
|  |                        |                   |                    |                  |                        |              |  |  |                    |        |
|  |                        |                   |                    |                  |                        |              |  |  |                    |        |
|  | Brady Ellison (1)      | 6                 |                    |                  |                        |              |  |  |                    |        |
|  | Brady Ellison (1)      | 6                 |                    |                  |                        |              |  |  |                    |        |
|  | Yagiz Yilmaz (8)       | 0                 |                    |                  |                        |              |  |  |                    |        |
|  | Yagiz Yilmaz (8)       | 0                 | Brady Ellison (1)  | 6                |                        |              |  |  |                    |        |
|  |                        |                   | Brady Ellison (1)  | 6                |                        |              |  |  |                    |        |
|  |                        | Gaël Prévost (4)  | 4                  |                  |                        |              |  |  |                    |        |
|  | Oh Jin-hyek (5)        | Gaël Prévost (4)  | 4                  | 2                |                        |              |  |  |                    |        |
|  | Oh Jin-hyek (5)        |                   |                    | 2                |                        |              |  |  |                    |        |
|  | Gaël Prévost (4)       | 6                 |                    |                  |                        |              |  |  |                    |        |
|  | Gaël Prévost (4)       | 6                 | Brady Ellison (1)  | 6                |                        |              |  |  |                    |        |
|  |                        |                   | Brady Ellison (1)  | 6                |                        |              |  |  |                    |        |
|  |                        | Dai Xiaoxiang (7) | 2                  |                  |                        |              |  |  |                    |        |
|  | Dmytro Hrachov (3)     | Dai Xiaoxiang (7) | 2                  | 6                |                        |              |  |  |                    |        |
|  | Dmytro Hrachov (3)     |                   |                    | 6                |                        |              |  |  |                    |        |
|  | Pedro Vivas Alcala (6) | 2                 |                    |                  |                        |              |  |  |                    |        |
|  | Pedro Vivas Alcala (6) | 2                 | Dmytro Hrachov (3) | 2                |                        |              |  |  |                    |        |
|  |                        |                   | Dmytro Hrachov (3) | 2                | Match pour la 3e place |              |  |  |                    |        |
|  |                        | Dai Xiaoxiang (7) | 6                  |                  |                        |              |  |  |                    |        |
|  | Dai Xiaoxiang (7)      | Dai Xiaoxiang (7) | 6                  | 6                |                        |              |  |  |                    |        |
|  | Dai Xiaoxiang (7)      |                   |                    | 6                |                        |              |  |  |                    |        |
|  | Joe Fanchin (2)        | 4                 |                    | Gaël Prévost (4) | 3                      |              |  |  |                    |        |
|  | Joe Fanchin (2)        | 4                 |                    | Gaël Prévost (4) | 3                      |              |  |  |                    |        |
|  |                        |                   |                    |                  |                        |              |  |  | Dmytro Hrachov (3) | 7      |
|  |                        |                   |                    |                  |                        |              |  |  | Dmytro Hrachov (3) | 7      |

### Classique féminin
|  | Quarts-de-finale       | Quarts-de-finale    |                    |                 | Demi-finales           | Demi-finales |  |  | Finale              | Finale |
|  | Quarts-de-finale       | Quarts-de-finale    |                    |                 | Demi-finales           | Demi-finales |  |  | Finale              | Finale |
|  |                        |                     |                    |                 |                        |              |  |  |                     |        |
|  |                        |                     |                    |                 |                        |              |  |  |                     |        |
|  |                        |                     |                    |                 |                        |              |  |  |                     |        |
|  | Jung Dasomi (1)        | 6                   |                    |                 |                        |              |  |  |                     |        |
|  | Jung Dasomi (1)        | 6                   |                    |                 |                        |              |  |  |                     |        |
|  | Natalia Nasaridze (8)  | 2                   |                    |                 |                        |              |  |  |                     |        |
|  | Natalia Nasaridze (8)  | 2                   | Jung Dasomi (1)    | 2               |                        |              |  |  |                     |        |
|  |                        |                     | Jung Dasomi (1)    | 2               |                        |              |  |  |                     |        |
|  |                        | Cheng Ming (5)      | 6                  |                 |                        |              |  |  |                     |        |
|  | Cheng Ming (5)         | Cheng Ming (5)      | 6                  | 6               |                        |              |  |  |                     |        |
|  | Cheng Ming (5)         |                     |                    | 6               |                        |              |  |  |                     |        |
|  | Inna Stepanova (4)     | 4                   |                    |                 |                        |              |  |  |                     |        |
|  | Inna Stepanova (4)     | 4                   | Cheng Ming (5)     | 6               |                        |              |  |  |                     |        |
|  |                        |                     | Cheng Ming (5)     | 6               |                        |              |  |  |                     |        |
|  |                        | Deepika Kumari (3)  | 5                  |                 |                        |              |  |  |                     |        |
|  | Deepika Kumari (3)     | Deepika Kumari (3)  | 5                  | 6               |                        |              |  |  |                     |        |
|  | Deepika Kumari (3)     |                     |                    | 6               |                        |              |  |  |                     |        |
|  | Alejandra Valencia (6) | 4                   |                    |                 |                        |              |  |  |                     |        |
|  | Alejandra Valencia (6) | 4                   | Deepika Kumari (3) | 6               |                        |              |  |  |                     |        |
|  |                        |                     | Deepika Kumari (3) | 6               | Match pour la 3e place |              |  |  |                     |        |
|  |                        | Bérengère Schuh (7) | 0                  |                 |                        |              |  |  |                     |        |
|  | Bérengère Schuh (7)    | Bérengère Schuh (7) | 0                  | 6               |                        |              |  |  |                     |        |
|  | Bérengère Schuh (7)    |                     |                    | 6               |                        |              |  |  |                     |        |
|  | Han Gyeonghee (2)      | 4                   |                    | Jung Dasomi (1) | 2                      |              |  |  |                     |        |
|  | Han Gyeonghee (2)      | 4                   |                    | Jung Dasomi (1) | 2                      |              |  |  |                     |        |
|  |                        |                     |                    |                 |                        |              |  |  | Bérengère Schuh (7) | 6      |
|  |                        |                     |                    |                 |                        |              |  |  | Bérengère Schuh (7) | 6      |

### Classique mixte par équipes
L'équipe de Corée du Sud composée de Jung Dasomi et Oh Jin-hyek s'impose contre l'équipe locale composée de Natalia Nasaridze et Yagiz Yilmaz sur le score de 147 à 138.

### Poulies masculin
|  | Quarts-de-finale      | Quarts-de-finale  |                       |                   | Demi-finales           | Demi-finales |  |  | Finale           | Finale     |
|  | Quarts-de-finale      | Quarts-de-finale  |                       |                   | Demi-finales           | Demi-finales |  |  | Finale           | Finale     |
|  |                       |                   |                       |                   |                        |              |  |  |                  |            |
|  |                       |                   |                       |                   |                        |              |  |  |                  |            |
|  |                       |                   |                       |                   |                        |              |  |  |                  |            |
|  | Rodger Willet Jr. (1) | 143               |                       |                   |                        |              |  |  |                  |            |
|  | Rodger Willet Jr. (1) | 143               |                       |                   |                        |              |  |  |                  |            |
|  | Ali Davarci (8)       | 142               |                       |                   |                        |              |  |  |                  |            |
|  | Ali Davarci (8)       | 142               | Rodger Willet Jr. (1) | 142               |                        |              |  |  |                  |            |
|  |                       |                   | Rodger Willet Jr. (1) | 142               |                        |              |  |  |                  |            |
|  |                       | Jorge Jimenez (4) | 137                   |                   |                        |              |  |  |                  |            |
|  | Martin Damsbo (5)     | Jorge Jimenez (4) | 137                   | 142               |                        |              |  |  |                  |            |
|  | Martin Damsbo (5)     |                   |                       | 142               |                        |              |  |  |                  |            |
|  | Jorge Jimenez (4)     | 143               |                       |                   |                        |              |  |  |                  |            |
|  | Jorge Jimenez (4)     | 143               | Rodger Willet Jr. (1) | 143               |                        |              |  |  |                  |            |
|  |                       |                   | Rodger Willet Jr. (1) | 143               |                        |              |  |  |                  |            |
|  |                       | Reo Wilde (2)     | 141                   |                   |                        |              |  |  |                  |            |
|  | Dietmar Trillus (3)   | Reo Wilde (2)     | 141                   | 144               |                        |              |  |  |                  |            |
|  | Dietmar Trillus (3)   |                   |                       | 144               |                        |              |  |  |                  |            |
|  | Sergio Pagni (6)      | 145               |                       |                   |                        |              |  |  |                  |            |
|  | Sergio Pagni (6)      | 145               | Sergio Pagni (6)      | 138               |                        |              |  |  |                  |            |
|  |                       |                   | Sergio Pagni (6)      | 138               | Match pour la 3e place |              |  |  |                  |            |
|  |                       | Reo Wilde (2)     | 142                   |                   |                        |              |  |  |                  |            |
|  | Paul Titscher (7)     | Reo Wilde (2)     | 142                   | 139               |                        |              |  |  |                  |            |
|  | Paul Titscher (7)     |                   |                       | 139               |                        |              |  |  |                  |            |
|  | Reo Wilde (2)         | 143               |                       | Jorge Jimenez (4) | 141 (T10)              |              |  |  |                  |            |
|  | Reo Wilde (2)         | 143               |                       | Jorge Jimenez (4) | 141 (T10)              |              |  |  |                  |            |
|  |                       |                   |                       |                   |                        |              |  |  | Sergio Pagni (6) | 141 (T10*) |
|  |                       |                   |                       |                   |                        |              |  |  | Sergio Pagni (6) | 141 (T10*) |

### Poulies féminin
|  | Quarts-de-finale               | Quarts-de-finale               |                    |                      | Demi-finales           | Demi-finales |  |  | Finale                         | Finale |
|  | Quarts-de-finale               | Quarts-de-finale               |                    |                      | Demi-finales           | Demi-finales |  |  | Finale                         | Finale |
|  |                                |                                |                    |                      |                        |              |  |  |                                |        |
|  |                                |                                |                    |                      |                        |              |  |  |                                |        |
|  |                                |                                |                    |                      |                        |              |  |  |                                |        |
|  | Erika Anschutz (1)             | 143                            |                    |                      |                        |              |  |  |                                |        |
|  | Erika Anschutz (1)             | 143                            |                    |                      |                        |              |  |  |                                |        |
|  | Gizem Kocaman (8)              | 135                            |                    |                      |                        |              |  |  |                                |        |
|  | Gizem Kocaman (8)              | 135                            | Erika Anschutz (1) | 143                  |                        |              |  |  |                                |        |
|  |                                |                                | Erika Anschutz (1) | 143                  |                        |              |  |  |                                |        |
|  |                                | Marcella Tonioli (4)           | 139                |                      |                        |              |  |  |                                |        |
|  | Albina Loginova (5)            | Marcella Tonioli (4)           | 139                | 137                  |                        |              |  |  |                                |        |
|  | Albina Loginova (5)            |                                |                    | 137                  |                        |              |  |  |                                |        |
|  | Marcella Tonioli (4)           | 138                            |                    |                      |                        |              |  |  |                                |        |
|  | Marcella Tonioli (4)           | 138                            | Erika Anschutz (1) | 142                  |                        |              |  |  |                                |        |
|  |                                |                                | Erika Anschutz (1) | 142                  |                        |              |  |  |                                |        |
|  |                                | Christie Colin (6)             | 138                |                      |                        |              |  |  |                                |        |
|  | Mahtab Parsamehr (3)           | Christie Colin (6)             | 138                | 120                  |                        |              |  |  |                                |        |
|  | Mahtab Parsamehr (3)           |                                |                    | 120                  |                        |              |  |  |                                |        |
|  | Christie Colin (6)             | 142                            |                    |                      |                        |              |  |  |                                |        |
|  | Christie Colin (6)             | 142                            | Christie Colin (6) | 136                  |                        |              |  |  |                                |        |
|  |                                |                                | Christie Colin (6) | 136                  | Match pour la 3e place |              |  |  |                                |        |
|  |                                | Seyedeh-Vida Halimianivval (7) | 131                |                      |                        |              |  |  |                                |        |
|  | Seyedeh-Vida Halimianivval (7) | Seyedeh-Vida Halimianivval (7) | 131                | 139 (T10*)           |                        |              |  |  |                                |        |
|  | Seyedeh-Vida Halimianivval (7) |                                |                    | 139 (T10*)           |                        |              |  |  |                                |        |
|  | Laura Longo (2)                | 139 (T10)                      |                    | Marcella Tonioli (4) | 136                    |              |  |  |                                |        |
|  | Laura Longo (2)                | 139 (T10)                      |                    | Marcella Tonioli (4) | 136                    |              |  |  |                                |        |
|  |                                |                                |                    |                      |                        |              |  |  | Seyedeh-Vida Halimianivval (7) | 135    |
|  |                                |                                |                    |                      |                        |              |  |  | Seyedeh-Vida Halimianivval (7) | 135    |

### Poulies mixte par équipes
L'équipe des États-Unis composée de Christie Colin et Rodger Willett Jr. s'impose contre l'équipe locale composée de Ali Davarci et Gizem Kocaman sur le score de 147 à 143.

### Résultats
| Arc classique |                         |                      |                        |
| Hommes        | Brady Ellison (USA)     | Dai Xiaoxiang (CHN)  | Dmytro Hrachov (UKR)   |
| Femmes        | Cheng Ming (CHN)        | Deepika Kumari (IND) | Bérengère Schuh (FRA)  |
| Arc à poulies |                         |                      |                        |
| Hommes        | Rodger Willet Jr. (USA) | Reo Wilde (USA)      | Sergio Pagni (ITA)     |
| Femmes        | Erika Anschutz (USA)    | Christie Colin (USA) | Marcella Tonioli (ITA) |

## Classement des nations
| Rang | Pays         | Points |
| ---- | ------------ | ------ |
| 1    | États-Unis   | 1135   |
| 2    | Inde         | 395    |
| 3    | France       | 383    |
| 4    | Italie       | 340    |
| 5    | Corée du Sud | 324    |